# Motohiro Yoshida
Motohiro Yoshida (吉田 宗弘?, Yoshida Motohiro; Suita, 25 agosto 1974) è un allenatore di calcio ed ex calciatore giapponese, di ruolo portiere, preparatore dei portieri del Gamba Osaka.